# JD.com
JD.com Inc. (chinesisch 京东, Pinyin Jīngdōng) ist ein chinesisches Internetunternehmen, das die gleichnamige Online-Handelsplattform JD.com betreibt, wurde 1998 als JD Multimedia von Richard Liu (Liu Qiangdong) gegründet und ging unter dem Namen JD.com 2004 online. Für den europäischen Markt wird die Seite joybuy.com betrieben.

## Geschichte
Am 18. Juni 1998 mietete der 1973 oder 1974 geborene Richard Liu mit seinem ersparten Geld ein Ladengeschäft in Peking und gründete JD Multimedia, was später zu JD.com werden sollte. Das „J“ steht hierbei für den Vornamen seiner damaligen Freundin „Jing“, das „D“ für „Dong“, die Kurzform seines eigenen Vornamens. 2003 hatte Liu bereits 12 Geschäfte eröffnet, jedoch war er durch den Ausbruch der SARS-Epidemie in Peking gezwungen, seine Geschäfte vorübergehend zu schließen. Liu sah seine Chance das Geschäft in das Internet zu verlegen und verkaufte seine ersten Waren über unterschiedliche Internet-Foren. Er eröffnete 2004 sein Online-Geschäft unter dem Namen jdlaser.com, welches im selben Jahr zu JD.com wurde. Zu diesem Zeitpunkt wurden online nur Elektronik-Waren verkauft. Erst im Jahre 2008 begann JD.com auch andere Waren online anzubieten. 2010 eröffnete JD.com seinen Onlinemarktplatz. 2016 gingen Walmart und JD.com eine strategische Partnerschaft ein. Walmart verkaufte die eigene Online-Plattform Yihaodian für 5 % der Anteile an JD.com. Im selben Jahr lieferte das Unternehmen erstmals Waren in ländlichen Gegenden per Drohnen an die Kunden aus. 2017 investierte JD.com 397 Millionen US-Dollar in die Online-Plattform für Luxusgüter Farfetch. Noch im selben Jahr erweiterte das Unternehmen die eigene Plattform um Toplife, ein spezieller Online-Shop nur für hochpreisige Luxus-Labels. Ende des Jahres 2017 eröffnete das Unternehmen das erste Ladengeschäft der Supermarkt-Marke 7Fresh in Peking. Das 2015 ins Leben gerufene Joint Venture zwischen JD.com und dem deutschen Versandhändler Otto wird nach über zweijährigem Bestehen im Jahr 2018 aufgelöst, da Unstimmigkeiten über die strategische Ausrichtung der B2B-Plattform „Zitra“ bestünden. Im selben Jahr erwarb Alphabet mit 550 Millionen US-Dollar etwas weniger als 1 % der Anteile an dem Unternehmen JD.com.
2023 kündigte Kuba an, Exportprodukte über JD.com vertreiben zu wollen. Das Unternehmen besitzt seit April des Jahres bereits eine entsprechende Vertriebssparte.
Ende Juli 2025 kündigte JD.com an, die Mehrheit am deutschen Elektronikhändler Ceconomy übernehmen zu wollen, wobei die Convergenta Invest der Familie Kellerhals eine Sperrminorität von 25,35 % behalten soll. Vorbehaltlich der Genehmigung der deutschen und europäischen Behörden plant JD.com dann Ceconomy im ersten Halbjahr 2026 von der Börse zu nehmen.

## Unternehmen
Das Unternehmen hatte im Jahr 2017 einen Umsatz von 55,7 Mrd. US-Dollar und wird seit 2014 an der NASDAQ notiert. Die Nutzerzahl für JD.com belief sich für das Jahr 2017 auf 301,8 Millionen. JD.com beschäftigte 2018 in China rund 65.000 Auslieferer, die Waren aus über 500 Warenhäusern inkl. Logistikzentren an Kunden und ca. 7.000 Packstationen ausliefern. In Europa betreibt das Unternehmen ein Logistikzentrum in Frankreich. Seit 2017 wird die Logistik und Qualitätskontrolle von Waren durch eine Lösung des Logistikunternehmens Kühne+Nagel bereitgestellt. JD.com ist seit 2017 Mitglied der American Apparel & Footwear Association (AAFA). JD.com bietet Partnern, u. a. Danone, Oldenburger oder Unilever, die gesamte eigene Infrastruktur als Retail as a Service (Raas) an.

### Investoren
Zu den größten Investoren des Unternehmens gehörten Tencent mit ca. 20 %, Walmart mit 12,1 % und Google mit weniger als 1 %. Walmart war 2016 eine strategische Partnerschaft mit JD.com eingegangen und hatte zunächst einen Anteil von 5 % besessen, der bis 2017 auf 12,1 % erhöht wurde. Im August 2024 verkaufte Walmart sämtliche Anteile. Der Aktienkurs von JD.com war seit dem Höchststand Anfang 2021, als Walmart noch 9,4 % der Stammaktien besaß, um rund 70 % gefallen. Weitere Investoren sind Sequoia Capital, Hillhouse Capital, China Merchants Group.

### Beteiligungen
- 2015 investierte das Unternehmen in die Supermarktkette Yonghui Superstores 700 Millionen US-Dollar für einen Anteil von 10 %.[31]
- JD.com ist einer der größten Anteilseigner von Farfetch.[32]
- Seit 2018 ist JD.com auch einer der Hauptanteilseigner der vietnamesischen E-Commerce-Plattform Tiki.[33]

### Strategische Partnerschaften
Durch die Beteiligung von Tencent an JD.com hat das Unternehmen Zugang zu den 988,6 Millionen aktiven Nutzern auf WeChat. Darüber hinaus besteht auch eine Partnerschaft für die Auswertung von Offline- und Online-Kundendaten, welche unter dem Namen JD-Tencent Retail Marketing betrieben wird. Die Beteiligung von Alphabet ermöglicht JD.com Zugang zu Google Shopping in Amerika und Europa. Farfetch erhält durch die Beteiligung von JD.com Zugang zu mehr Kunden, während JD.com das Segment mit Luxus-Labels ausbauen kann. Seit 2017 besteht zwischen Netease und JD.com eine Partnerschaft mit Datenzugriff, die es den Händlern von JD.com ermöglicht, die Nutzer innerhalb der Netease-Produkte gezielt mit Werbung anzusprechen. Baidu und JD.com besitzen seit 2017 ebenfalls eine Partnerschaft mit gemeinsamem Datenzugriff. Diese ermöglicht den Nutzern von Baidu, aus allen Mobile-Apps Käufe auf JD.com durchzuführen, ohne die jeweilige App verlassen zu müssen. Das Unternehmen besitzt auch mit Sogou eine Partnerschaft mit gegenseitigem Datenzugriff. Nutzer von Sogou können auch hier auf JD.com bestellen, ohne die Produkte von Sogou verlassen zu müssen.
JD.com gab im März 2024 eine strategische Partnerschaft mit dem chinesischen Elektroautohersteller BYD bekannt, Ziel dieser Partnerschaft ist unter anderem, die Logistik von JD.com mit Technologie von BYD zu erneuern.

### Umsatz
Der Umsatz von JD.com ist rapide gewachsen von 8,6 Mrd. RMB¥ (CNY) im Jahr 2010 über 181 Mrd. RMB¥ (28 Mrd. USD) im Jahr 2015 auf 746 Mrd. RMB¥ (114 Mrd. USD) im Jahr 2020.
Im Jahr 2023 betrug der Umsatz knapp 153 Mrd. USD.